# Дребот Сергій Володимирович
Сергій Володимирович Дребот (нар. 16 травня 1987, Івано-Франківськ, Українська РСР) — український дзюдоїст, призер чемпіонатів Європи, учасник Олімпійських ігор 2012 року.

## Виступи на Олімпіадах
| Олімпіада   | Дисципліна | Місце |
| ----------- | ---------- | ----- |
| Лондон 2012 | до 66 кг   | 17    |